# Recettore della dopamina
I recettori della dopamina, o recettori dopaminergici, sono una classe di recettori metabotropici accoppiati a proteine G e sono soprattutto presenti nel sistema nervoso centrale dei vertebrati. La dopamina, un neurotrasmettitore, è l'agonista endogeno dei recettori dopaminergici.
I recettori dopaminergici hanno un ruolo in una serie di processi neurologici quali: motivazione, piacere, processi cognitivi, memoria, apprendimento, controllo del movimento e regolazione delle vie di segnale di tipo neuroendocrino.

## Classificazione
| Famiglia | Sottotipi                    | Funzione | Localizzazione | Agonisti principali                    | Antagonisti principali            |
| -------- | ---------------------------- | --- | --- | -------------------------------------- | --------------------------------- |
| D1       | - D1 - D5                    | - attivano la adenilato ciclasi ed, attraverso essa mediano la fosforilazione di una proteina denominata DARRP-32 - mediano la risposta di vasodilatazione dei vasi sanguigni periferici, a livello renale, mesenterico, coronarico e cerebrale - attivano la fosfolipasi, provocando la mobilizzazione di calcio | sono solo postsinaptici D1 si trovano nello striato, nel talamo, nell'ipotalamo, nel sistema limbico; D5 nell'ippocampo e nell'ipotalamo. | apomorfina, pergolide                  | clozapina                         |
| D2       | - D2 - D2Sh - D2Lh - D3 - D4 | sono accoppiati a sistemi di trasduzione diversi tra cui - inibizione della adenilato ciclasi - riduzione del cAMP che determina l'apertura di canali del K+ e chiusura di quelli del Ca++ - modulazione del metabolismo del fosfoinositolo                                                                       | sono sia pre- sia postsinaptici D2 si trovano nello striato, nella sostanza nera e nell'ipofisi; D3 si trovano nel bulbo olfattorio, nello striato laterale e nell'ipotalamo; D4 si trovano nella corteccia frontale, nel bulbo e nel mesencefalo. | apomorfina, bromocriptina, pramipexolo | aloperidolo, clozapina, sulpiride |

Nella classe dei recettori dopaminergici esistono cinque sottotipi recettoriali, codificati da geni diversi. Ad oggi sono stati clonati 5 geni che codificano per recettori dopaminergici, di conseguenza sono stati identificati i recettori dopaminergici D1, D2, D3, D4, D5. I recettori dopaminergici sono stati classificati in due sottoclassi (D1-like) e (D2-like), sulla base della classificazione filogenetica e al tipo di proteina G a cui si accoppiano.

### D1-like
In questa famiglia si trovano i recettori D1 e D5. L'attivazione di questi recettori porta all'attivazione dell'adenilato ciclasi, in quanto accoppiati a proteine Gs stimolatorie. L'attività dell'adenilato ciclasi comporta la sintesi del secondo messaggero cAMP.

### D2-like
I recettori D2, D3, D4 appartengono alla sottoclasse dei recettori dopaminergici D2-like. Questi recettori sono accoppiati a proteine Gi inibitorie. L'attivazione di questi recettori ad opera della dopamina ed altri agonisti comporta l'inibizione dell'adenilato ciclasi e quindi ad una diminuzione del secondo messaggero cAMP.